# W・K・C・ガスリー
ウィリアム・キース・チェンバース・ガスリー FBA (William Keith Chambers Guthrie, W.K.C.Guthrie, W.K.C.ガスリー、1906年8月1日 - 1981年5月17日) は、イギリスの西洋古典学者、古代ギリシア哲学研究者。著書に『ギリシア哲学史』(History of Greek Philosophy) 全6巻など。

## 生涯
1906年、スコットランド人の両親のもとロンドンに生まれる。ダリッジ・カレッジ卒業後、1925年ケンブリッジ大学トリニティ・カレッジに入学し、F・M・コーンフォードらのもとで古典学を修め、トライポスに首席で合格する。
1930年以降、若手研究者として、ケンブリッジピーターハウスのバイフェローおよびフェロー、学生監、オレイター（名誉学位授与式におけるラテン語の賞賛演説担当者）を務める。第二次大戦中の1941年から1945年、情報部隊の一員として兵役に就く。
第二次世界大戦後
戦後の1946年、ケンブリッジの準教授に就任する。また、オレイターとしてチャーチル、アトリー、スマッツ、ネルー、アイゼンハワー、モントゴメリーらの賞賛演説を担当する。
1952年、イギリス学士院フェローに選出されると同時に、ローレンス記念古代哲学教授に就任し、1973年まで務める。その間の1957年から1972年にはダウニング・カレッジのマスターを兼任する。1981年、逝去。

## 研究内容・業績
『ギリシア哲学史』（A History of Greek Philosophy）全6巻はマグヌム・オプスと言える大著であり、1962年から没年の1981年にかけて刊行した。
オルペウス教研究でも業績を残した。
後任者のG・E・L・オーエンと異なり、分析哲学を取り入れることは無かった。

## 著作
- Orpheus and Greek Religion (1935, revised 1952)
- Aristotle De Caelo (trans., intro., and notes 1939)
- The Greek Philosophers (from Thales to Aristotle, 1950)
  - 『ギリシアの哲学者たち』武部久；澄田宏訳、理想社、1984年。ISBN 9784650103106
- The Greeks and their Gods (1950)
- The Hub and the Spokes (1953)
- Protagoras and Meno (1956) dialogues of Plato, translator
- In the Beginning: Some Greek Views of the Origins of Life and the Early State of Man (1957)
  - 『ギリシア人の人間観 生命の起源から文化の萌芽へ』岩田靖夫訳、白水社、1978年。新装版2007年。ISBN 9784560024645
- On the Heavens, translator (1969)
- Socrates (1971)
- The Pre-Socratics: A Collection of Critical Essays (1974)
- A History of Greek Philosophy, Volume I: The Earlier Presocratics and the Pythagoreans (1962)
- A History of Greek Philosophy, Volume II: The Presocratic Tradition from Parmenides to Democritus (1965)
- A History of Greek Philosophy, Volume III: The Fifth-Century Enlightenment – Part 1: The Sophists; Part 2: Socrates (1971)
- A History of Greek Philosophy, Volume IV: Plato – the Man and his Dialogues: Earlier Period (1975)
- A History of Greek Philosophy, Volume V: The Later Plato and the Academy (1978)
- A History of Greek Philosophy, Volume VI: Aristotle: An Encounter (1981)